# سلام الشماع
سلام الشماع (4 تموز 1955 - 1 أيلول 2022)، هو صحفي عراقي من مواليد بغداد ويُكنى بأبي صابر. امتهن الصحافة منذ العام 1974،عمل في بداياته في جريدة الراصد المستقلة التي كان صاحب امتيازها مصطفى الفكيكي، سلام الشماع كاتب تحقيقات صحفية متميز وكانت زاوية شهيرة. اشتهر بعلاقاته الواسعة مع كبار الشخصيات الأدبية والفكرية في العراق وتميز بكتابة التحقيقات الصحفية في الصحافة العراقية وعمل مراسلا لعدد من المطبوعات العربية

## وفاته
```
توفي يوم الخميس 
1 أيلول\سبتمبر
 
2022
 في العاصمة الأردنية 
عمان
.
[
3
]
```

## العضوية
- عضو نقابة الصحفيين العراقيين
- عضو اتحاد الصحفيين العرب
- عضو مؤسس لجمعية محبي الدكتور علي الوردي
- عضو المجالس الأدبية والثقافية في العراق،

## المؤلفات
- الجندي المجهول (مطبوع)
- تحت نار الاحتلال (مخطوط)
- من وحي الثمانين ـ الطبعة الأولى ـ بغداد 1996، وصدرت الطبعة الثانية المطورة منه في بيروت 2007 .
- مجالس الوردي ومعاركه الفكرية
- الازدواجية المسقطة بالاشتراك مع الدكتور حسين سرمك
- خفايا من حياة علي الوردي 2015 - دار العرب للطباعة والنشر
- الكندي يصنع السيوف للعرب (بالاشتراك مع الدكتور صالح مهدي الهاشم) (مطبوع في القاهرة)
- جولة في بغداد العباسية (بالاشتراك مع الدكتور عماد عبد السلام رؤوف) (مخطوط)
- براثا أول مسجد في بغداد (مخطوط)